# Reprezentacja Norwegii w hokeju na lodzie mężczyzn
Reprezentacja Norwegii – kadra Norwegii w hokeju na lodzie mężczyzn.

## Udział w turniejach

### Igrzyska Olimpijskie
- 1920-1948 – nie zakwalifikowała się
- 1952 – 9. miejsce
- 1956 – nie zakwalifikowała się
- 1960 – nie zakwalifikowała się
- 1964 – 10. miejsce
- 1968 – 11. miejsce
- 1972 – 8. miejsce
- 1976 – nie zakwalifikowała się
- 1980 – 11. miejsce
- 1984 – 12. miejsce
- 1988 – 12. miejsce
- 1992 – 9. miejsce
- 1994 – 11. miejsce
- 1998 – nie zakwalifikowała się
- 2002 – nie zakwalifikowała się
- 2006 – nie zakwalifikowała się
- 2010 – 10. miejsce
- 2014 – 12. miejsce

### Mistrzostwa świata
| - 1930–1935 – nie brała udziału - 1937 – 7. miejsce - 1938 – 13. miejsce - 1939 – nie brała udziału - 1947 – nie brała udziału - 1949 – 8. miejsce - 1950 – 6. miejsce - 1951 – 4. miejsce - 1953 – nie brała udziału - 1954 – 8. miejsce - 1955 – nie brała udziału - 1956 – 12. miejsce (zwycięstwo w Grupie B) - 1957 – nie brała udziału - 1958 – 7. miejsce - 1959 – 8. miejsce - 1960 – 9. miejsce (zwycięstwo w Grupie B) - 1961 – 10. miejsce - 1962 – 5. miejsce - 1963 – 9. miejsce (zwycięstwo w Grupie B) - 1965 – 8. miejsce - 1966 – 12. miejsce (4. miejsce w Grupie B) - 1967 – 11. miejsce (3. miejsce w Grupie B) - 1968 – 11. miejsce (3. miejsce w Grupie B) - 1969 – 11. miejsce (5. miejsce w Grupie B) - 1970 – 9. miejsce (3. miejsce w Grupie B) - 1971 – 10. miejsce (4. miejsce w Grupie B) - 1972 – 13. miejsce (7. miejsce w Grupie B) - 1973 – 15. miejsce (zwycięstwo w Grupie B) - 1974 – 13. miejsce (7. miejsce w Grupie B) - 1975 – 15. miejsce (zwycięstwo w Grupie B) - 1976 – 11. miejsce (3. miejsce w Grupie B) - 1977 – 12. miejsce (4. miejsce w Grupie B) - 1978 – 14. miejsce (6. miejsce w Grupie B) - 1979 – 12. miejsce (4. miejsce w Grupie B) - 1981 – 14. miejsce (6. miejsce w Grupie B) - 1982 – 12. miejsce (4. miejsce w Grupie B) |  | - 1983 – 12. miejsce (4. miejsce w Grupie B) - 1985 – 15. miejsce (7. miejsce w Grupie B) - 1986 – 17. miejsce (zwycięstwo w Grupie B) - 1987 – 10. miejsce (2. miejsce w Grupie B) - 1989 – 9. miejsce (zwycięstwo w Grupie B) - 1990 – 8. miejsce - 1991 – 10. miejsce (2. miejsce w Grupie B) - 1992 – 10. miejsce - 1993 – 9. miejsce - 1994 – 11. miejsce - 1995 – 10. miejsce - 1996 – 10. miejsce - 1997 – 12. miejsce - 1998 – 21. miejsce (5. miejsce w Grupie B) - 1999 – 12. miejsce - 2000 – 10. miejsce - 2001 – 15. miejsce - 2002 – 22. miejsce (3. miejsce w Grupie B) - 2003 – 20. miejsce (2. miejsce w Grupie B) - 2004 – 20. miejsce (2. miejsce w Grupie B) - 2005 – 17. miejsce (zwycięstwo w Grupie B) - 2006 – 11. miejsce - 2007 – 14. miejsce - 2008 – 8. miejsce - 2009 – 11. miejsce - 2010 – 9. miejsce - 2011 – 6. miejsce - 2012 – 8. miejsce - 2013 – 10. miejsce - 2014 – 12. miejsce - 2015 – 11. miejsce - 2016 – 10. miejsce - 2017 – 11. miejsce - 2018 – 13. miejsce - 2019 – 12. miejsce - 2021 – 13. miejsce - 2022 – 13. miejsce |